# Гамбургер (іконка)

Іконка «гамбургер»

«Гамбургер» — усталена назва іконки, що складається з трьох паралельних горизонтальних ліній, що символізують список меню. На початку 2010-х років вона стала стандартом зображення кнопки меню в графічному інтерфейсі. Назва «гамбургер» прижилася через те, що три лінії іконки нагадують три шари гамбургеру.

## Історія
Іконка була придумана дизайнером Нормом Коксом для першого у світі комп'ютера з графічним інтерфейсом користувача Xerox Star, що вийшов в 1981 році. За його словами, він хотів створити просте, чітке, функціонально запам'ятовуєме зображення, яке було б схоже на список.
У дещо іншому вигляді (верхня риска довше і товще — імітація виділеного пункту) іконка була частиною фірмового стилю телефонів Motorola. Одна з кнопок телефону була позначена знаком меню; якщо ця кнопка працює, знак зображувався в середині статус-рядка.
Нове народження іконка отримала в кінці 2000-х років, коли вона почала використовуватися в інтерфейсах додатків для мобільних пристроїв. Найбільш популярна вона стала після того, як з'явилася в додатку Facebook для iPhone в 2010 році. В даний час ікона зустрічається у великій кількості додатків (Uber, HeadHunter та інших), програм і сайтів (Time.com), і є стандартом індустрії для відображення кнопки меню навігації.

## Критика
Деякі дизайнери критикують використання іконки «гамбургер» для відображення кнопки меню і радять знайти їй заміну, так як вважають, що не для всіх користувачів інтуїтивно зрозуміло таке значення іконки, через що вони не потрапляють на сторінки з меню і не можуть знайти цікаву для них інформацію. Проведені A/B-тестування показали, що заміна цієї іконки, наприклад, на слово «menu», підвищує впізнаваність і ефективність.
Інша група фахівців вважає, що через перебування іконки постійно на очах у користувачів, до неї з часом все більше звикають, і вона поступово стає невід'ємною частиною візуальної середовища, а експеримент, проведений дизайнерами мобільного додатка сервісу Booking.com, показав, що заміна іконки на слово «menu» не зробила істотного впливу на поведінку користувачів, і «гамбургер» настільки ж ефективний і зрозумілий, як і кнопка з текстовим описом.

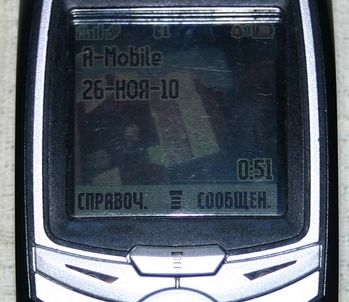
У телефонах Motorola
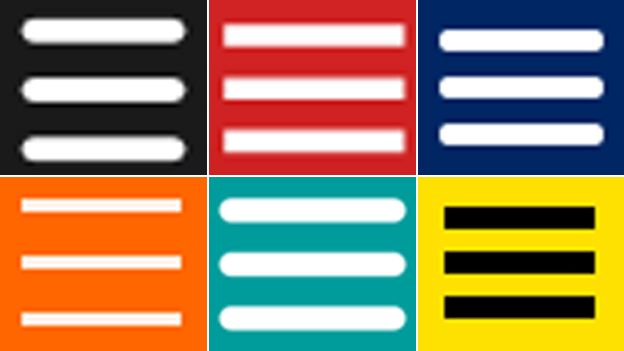
Іконки, які використовуються в додатках Spotify, BBC News, Amex, BBC Sport, T-Mobile, Now TV
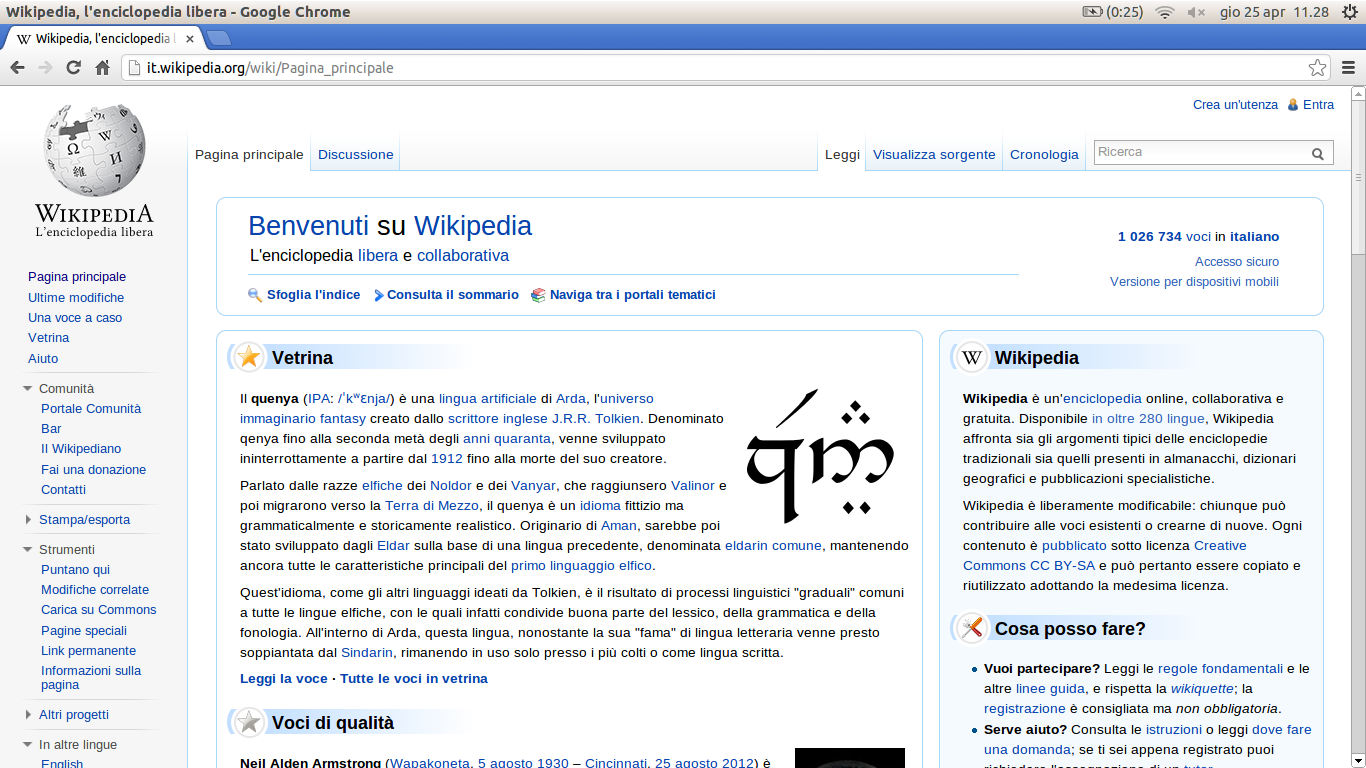
«Гамбургер» в браузері Google Chrome
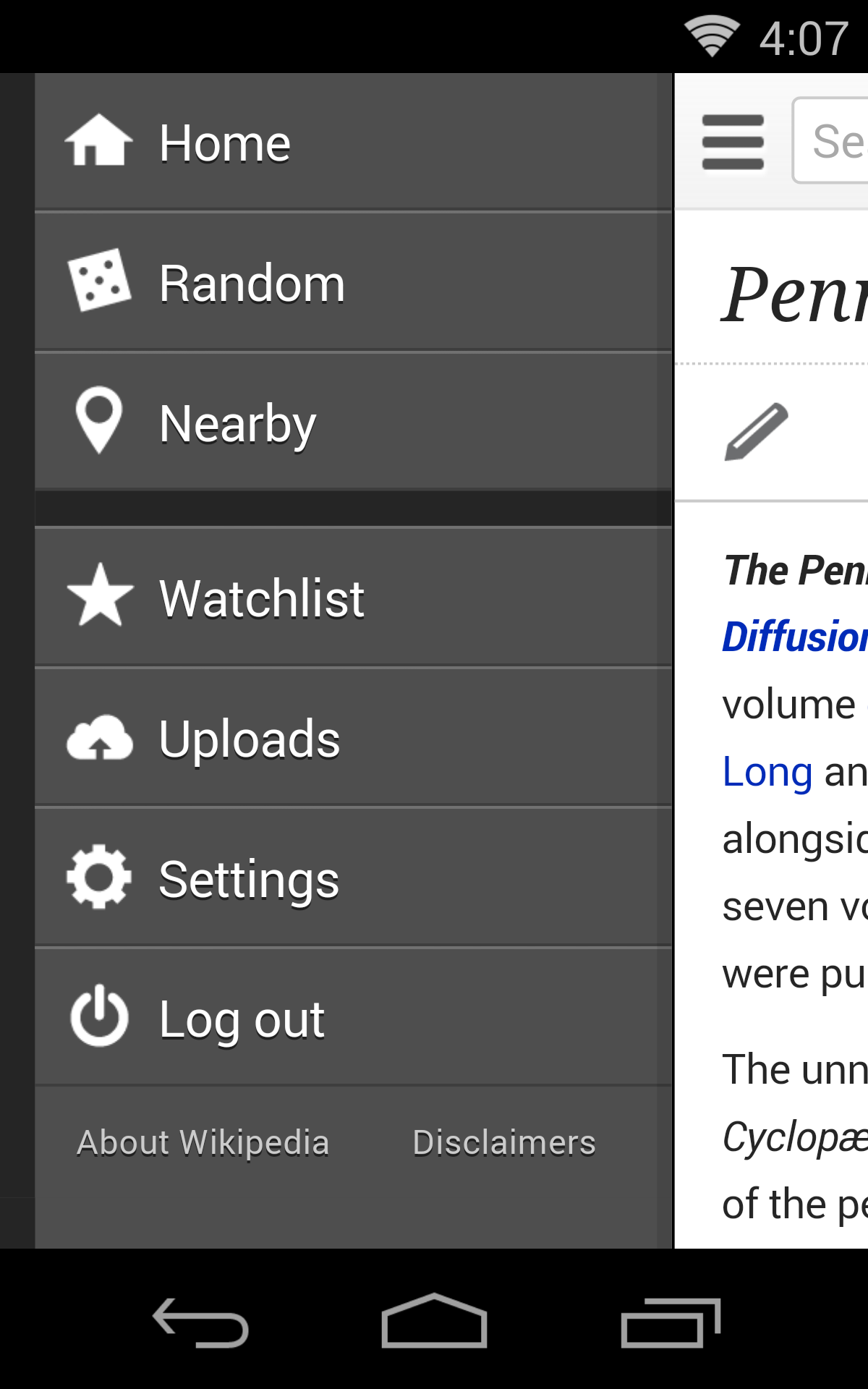
«Гамбургер» в мобільному додатку Вікіпедії